# Mantiqueirabergen
Mantiqueirabergen (portugisiska: Serra da Mantiqueira) är en bergskedja i sydöstra Brasilien som sträcker genom tre delstater, São Paulo, Minas Gerais och Rio de Janeiro.